# پیرلوئیجی کازیراگی
پیرلویجی کازیراگی (به ایتالیایی: Pierluigi Casiraghi) بازیکن فوتبال و اهل ایتالیا است 

## تیم ملی
از سال ۱۹۹۱ میلادی عضو تیم ملی فوتبال ایتالیا بوده و در ۴۴ بازی ملی حضور داشته‌است. او در بازی‌های ملی‌اش ۱۳ گل به ثمر رساند.
پیرلویجی کاسیراگی آخرین بازی ملی خود را در سال ۱۹۹۸ میلادی انجام داد.